# Morenci (Michigan)
Morenci est une ville du comté de Lenawee, dans l'État du Michigan, aux États-Unis. En 2020, sa population était de 2 270 habitants.